# Estelle Perrossier
Estelle Perrossier (* 12. Januar 1990 in Lyon) ist eine ehemalige französische Leichtathletin, die sich auf den Sprint spezialisiert hat. Mit der französischen 4-mal-400-Meter-Staffel wurde sie 2014 in Zürich Europameisterin.

## Sportliche Laufbahn
Erste internationale Erfahrungen sammelte Estelle Perrossier bei den IAAF World Relays 2014 in Nassau, bei denen sie der französischen 4-mal-400-Meter-Staffel zum Finaleinzug verhalf. Im August kam sie bei den Europameisterschaften in Zürich ebenfalls im Vorlauf zum Einsatz und trug damit zum Gewinn der Goldmedaille bei. Im Jahr darauf belegte sie bei den Weltmeisterschaften in Peking in 3:26,45 min im Finale den sechsten Platz. Bei den IAAF World Relays 2017 auf den Bahamas gelangte sie mit der 4-mal-200-Meter-Staffel mit 1:35,11 min auf Rang sechs und im August wurde sie bei den Weltmeisterschaften in London in 3:26,56 min im Finale über 4-mal 400 Meter Vierte. 2018 verhalf sie der Staffel bei den Europameisterschaften in Berlin zum Finaleinzug und trug damit zum Gewinn der Silbermedaille bei. Im Jahr darauf wurde sie bei den World Relays in Yokohama in 3:36,28 min Achte in der 4-mal-400-Meter-Staffel und schied mit der Mixed-Staffel über diese Distanz mit 3:18,93 min im Vorlauf aus. 2021 beendete sie ihre aktive sportliche Karriere im Alter von 31 Jahren.
2014 wurde Perrossier französische Hallenmeisterin im 400-Meter-Lauf.

## Persönliche Bestleistungen
- 400 Meter: 52,09 s, 3. Juli 2024 in Bron
  - 400 Meter (Halle): 53,36 s, 27. Januar 2018 in Wien